# Escalante, Filippinerna

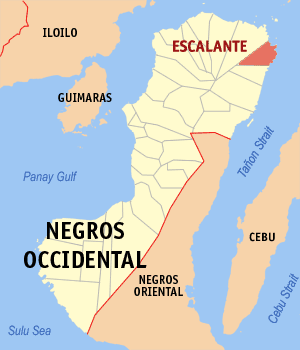
Escalantes läge i provinsen Negros Occidental.

Escalante (officiellt City of Escalante) är en stad i Filippinerna. Den ligger i provinsen Negros Occidental i regionen Västra Visayas och har 79 098 invånare (folkräkning 1 maj 2000).
Staden är indelad i 21 smådistrikt, barangayer, varav 20 är klassificerade som landsbygdsdistrikt och endast 1 som tätortsdistrikt.